# Lajos Zilahy

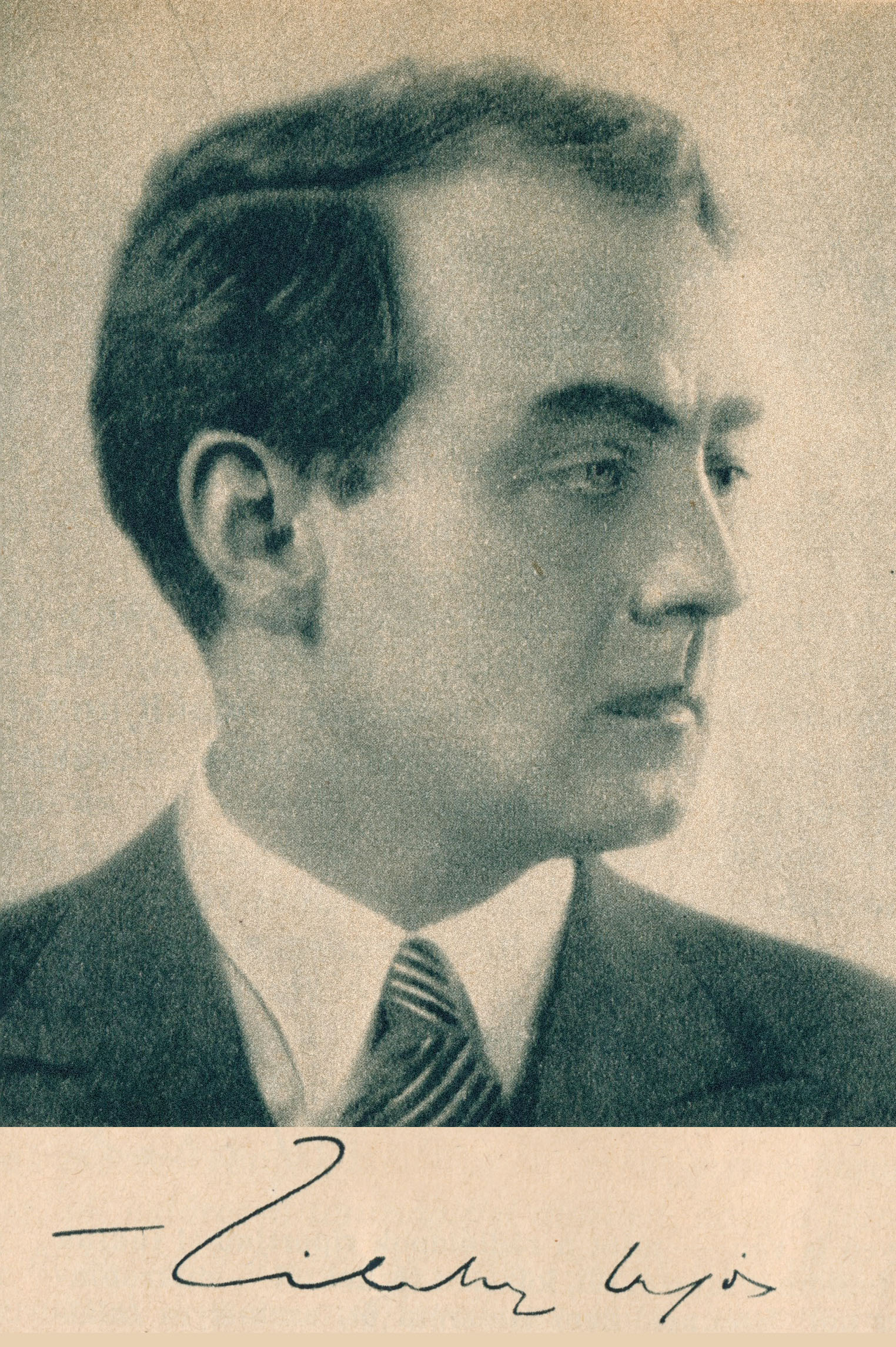
Lajos Zilahy

Lajos Zilahy (geboren 27. März 1891 in Nagyszalonta, Österreich-Ungarn; gestorben 1. Dezember 1974 in Novi Sad, Jugoslawien) war ein ungarischer Autor, Herausgeber, Drehbuchautor und Filmregisseur. Er zählt zu den wichtigsten ungarischen Schriftstellern neben Sándor Márai und Antal Szerb.

## Leben
Zilahy studierte Rechte in Budapest. Er wurde im Ersten Weltkrieg in der Schlacht von Lemberg schwer verwundet und aus dem Militärdienst entlassen. 1916 entstanden erste literarische Arbeiten. Ab 1928 beschäftigte er sich auch mit Film, mehrere seiner Theaterstücke wurden international verfilmt. In den 30er Jahren arbeitete er als Journalist für verschiedene Zeitungen und war von 1940 bis 1944 Herausgeber des Kunstmagazins Híd (Die Brücke). Für seine eigene Filmfirma Pegazus, die er 1939 gründete, führte er mehrfach auch selbst Regie.
Mit Kriegsbeginn distanzierte er sich zunehmend vom Horthy-Regime und ließ sich nach Kriegsende auch nicht vom kommunistischen System vereinnahmen. 1945 wurde er zum Mitglied der Ungarischen Akademie der Wissenschaften ernannt. 1947 ging er in die USA nach Rhode Island ins Exil und schrieb seitdem überwiegend in englischer Sprache. Anfang der 60er Jahre zog er zurück nach Europa nach Novi Sad in Jugoslawien; eine geplante Rückkehr 1973 nach Ungarn wurde ihm nicht gestattet. Er starb 1974 in Novi Sad und wurde in Budapest auf dem Farkasréti-Friedhof beigesetzt.

## Werke (Auswahl)
- Tödlicher Frühling. Übersetzung Käthe Gaspar. Zsolnay, 1922.
- Die Seele erlischt. Übersetzung Käthe Gaspar. 1932.
- Die Liebe meines Urahnen. Blätter aus einer Familienchronik. Übersetzung Käthe Gaspar. Zsolnay, Berlin/Wien/Leipzig 1938.
- Die goldene Brücke. Aus dem Ungarischen übersetzt von Josef Paul Toth und Georg von Kommerstädt. Toth, Hamburg 1940.
- Zwei Gefangene. Zsolnay, Berlin 1941.
- Die letzte Rolle. Schauspiel in 3 Akten (7 Bildern). Arion-Bühnenvertrieb, Berlin 1946.
- Die Dukays. Übersetzung aus dem Englischen Eduard Thorsch. Hallwag, Bern 1950.
- Stilles Leben. Aus dem Ungarischen übersetzt von Eugen Görcz. Scholle, Wien 1947.
- Etwas treibt im Wasser. Übersetzung Käthe Gaspar. Paul Zsolnay, Wien 1951.
- Der Engel des Zorns. Aus dem amerikanischen Englisch übersetzt von Elisabeth von Arx. Hallwag, 1953.
- Im Herzen des Waldes. Übersetzung Carl Pidoll. Paul Zsolnay, Wien 1959.
- Was mein Herz begehrt. Übersetzung Eta Neumann-Veith, Andrea Seidle. Diana Verlag, München 2005.